# Jimmy Farrugia
Jimmy Farrugia (ur. 14 maja 1922 w Tarxien, zm. 25 listopada 2006 w Pietà) – maltański polityk i lekarz, parlamentarzysta, w latach 1987–1988 spiker Izby Reprezentantów.

## Życiorys
Kształcił się na Royal University of Malta, uzyskał kwalifikacje lekarskie w 1946. Był członkiem Royal College of General Practitioners w Londynie. Pracował m.in. jako lekarz ogólny w strukturze związku zawodowego General Workers’ Union. Był też konsultantem w pierwszym na Malcie domu opieki dla osób niepełnosprawnych fizycznie lub umysłowo. Pełnił funkcję przewodniczącego Akcji Katolickiej na Malcie.
Zaangażował się w działalność polityczną w ramach centroprawicowej Partii Narodowej. W 1976 i 1981 uzyskiwał mandat posła do Izby Reprezentantów IV oraz V kadencji. Od lipca 1987 do października 1988 pełnił funkcję przewodniczącego parlamentu VI kadencji. W latach 1999–2005 zajmował stanowisko ambasadora Malty przy Stolicy Apostolskiej.